# Copa del Rey 1994/95
Die Copa del Rey 1994/95 war die 91. Austragung des spanischen Fußballpokals.
Der Wettbewerb startete am 28. September 1994 und endete mit dem Finale am 27. Juni 1995 im Estadio Santiago Bernabéu (Madrid). Titelverteidiger des Pokalwettbewerbs war Real Saragossa. Den Titel gewann Deportivo La Coruña durch einen 2:1-Erfolg im Finale gegen den FC Valencia. Damit qualifizierte sich Deportivo für den Europapokal der Pokalsieger 1995/96.

## Erste Hauptrunde
Die Hinspiele wurden am 28. September sowie am 5. und 6. Oktober, die Rückspiele am 5., 12., 13. und 20. Oktober 1994 ausgetragen.
|                          | Gesamt    |                           | Hinspiel | Rückspiel |
| ------------------------ | --------- | ------------------------- | -------- | --------- |
| SD Ponferradina          | 1:7       | CD Lugo                   | 1:1      | 0:6       |
| Caudal Deportivo         | 3:2       | Real Avilés               | 1:2      | 2:0       |
| Polideportivo Ejido      | (a)1:1(a) | CD Mármol Macael          | 1:1      | 0:0       |
| FC Málaga                | 1:3       | Real Jaén                 | 1:3      | 0:0       |
| SD Noja                  | 3:2       | Gimnástica de Torrelavega | 1:1      | 2:1       |
| FC Utebo                 | 4:3       | CE Hospitalet             | 3:0      | 1:3       |
| CE Andorra               | 1:4       | FC Andorra                | 1:2      | 0:2       |
| FC Terrassa              | 0:4       | UDA Gramenet              | 0:1      | 0:3       |
| UE Rubí                  | 2:6       | AEC Manlleu               | 1:1      | 1:5       |
| UE Sant Andreu           | 2:4       | Gimnàstic de Tarragona    | 1:1      | 1:3       |
| UE Figueres              | (a)3:3(a) | FC Girona                 | 0:2      | 3:1       |
| CE Sabadell              | 3:1       | CE Premià                 | 2:0      | 1:1       |
| CD Numancia              | 5:2       | Deportivo Alavés          | 3:0      | 2:2       |
| Recreativo Huelva        | 3:2       | CP Cacereño               | 2:1      | 1:1       |
| CD Bergantiños           | 0:7       | Racing de Ferrol          | 0:6      | 0:1       |
| SCR Peña Deportiva       | 1:4       | CD Castellón              | 0:1      | 1:3       |
| CA Tomelloso             | 2:4       | Real Murcia               | 2:2      | 0:2       |
| SD Hullera Vasco-Leonesa | 1:3       | UP Langreo                | 0:0      | 1:3       |
| CD Benidorm              | 3:2       | FC Elche                  | 2:1      | 1:1       |
| SD Beasain               | 5:2       | CD Tudelano               | 3:0      | 2:2       |
| FC Barakaldo             | 1:2       | FC Palencia               | 1:0      | 0:2       |
| CD Talavera              | 3:4       | CF Fuenlabrada            | 1:2      | 2:2       |
| Pinoso CF                | 1:2       | CD Alcoyano               | 1:2      | 0:0       |
| Sestao SC                | 5:2       | Bermeo CF                 | 2:1      | 3:1       |
| CD Cieza                 | 1:7       | FC Cartagena              | 1:0      | 0:7       |
| CD Manchego              | 5:2       | Real Aranjuez             | 2:1      | 3:1       |
| UD Levante               | 2:3       | FC Ontinyent              | 2:1      | 0:2       |
| Real Ávila               | 1:3       | UD San Sebastián          | 1:1      | 0:2       |
| Águilas CF               | 2:4       | Yeclano CF                | 1:0      | 1:4       |
| CD Maspalomas            | 2:5       | CD Corralejo              | 1:2      | 1:3       |
| FC Granada               | 3:2       | UD Melilla                | 3:2      | 0:0       |
| CD San Fernando          | 5:3       | Deportivo Xerez           | 3:2      | 2:1       |
| CD San Roque             | 0:4       | FC Cádiz                  | 0:2      | 0:2       |
| Almería CF               | (a)3:3(a) | CP Almería                | 1:1      | 2:2       |
| CD Colonia Moscardó      | 5:4       | CD Móstoles               | 4:1      | 1:3       |
| Écija Balompié           | 1:2       | FC Córdoba                | 1:0      | 0:2       |
| UD Realejos              | 02:10     | UD Las Palmas             | 2:3      | 0:7       |
| UD Orotava               | 3:5       | CD Mensajero              | 3:3      | 0:2       |

- Cultural Leonesa erhielt ein Freilos.

## Zweite Hauptrunde
Die Hinspiele wurden am 25. und 26. Oktober, die Rückspiele am 8. und 9. November 1994 ausgetragen.
|                   | Gesamt    |                        | Hinspiel | Rückspiel |
| ----------------- | --------- | ---------------------- | -------- | --------- |
| Cultural Leonesa  | 3:1       | CD Colonia Moscardó    | 2:1      | 1:0       |
| FC Córdoba        | 2:4       | CA Osasuna             | 2:1      | 0:3       |
| UD Las Palmas     | 5:2       | CD Ourense             | 3:0      | 2:2       |
| Recreativo Huelva | 2:3       | FC Getafe              | 1:1      | 1:2       |
| FC Granada        | 0:4       | UD Salamanca           | 0:2      | 0:2       |
| CD Mármol Macael  | 1:4       | RCD Mallorca           | 0:2      | 1:2       |
| UE Figueres       | 0:3       | FC Ontinyent           | 0:1      | 0:2       |
| CD Manchego       | 4:8       | CD Leganés             | 2:4      | 2:4       |
| CD Alcoyano       | 2:3       | FC Palamós             | 1:0      | 1:3       |
| Real Murcia       | 2:0       | UP Langreo             | 0:0      | 2:0       |
| CF Fuenlabrada    | 0:4       | Gimnàstic de Tarragona | 0:1      | 0:3       |
| FC Cádiz          | 2:3       | FC Andorra             | 0:1      | 2:2       |
| CD Corralejo      | (a)5:5(a) | CA Marbella            | 2:0      | 3:5       |
| Racing de Ferrol  | 3:4       | CD Toledo              | 2:3      | 1:1       |
| CD Benidorm       | 1:2       | CD Badajoz             | 1:0      | 0:2       |
| Caudal Deportivo  | 1:3       | FC Villarreal          | 1:0      | 0:3       |
| Almería CF        | 2:3       | CD Lugo                | 2:0      | 0:3       |
| AEC Manlleu       | 2:3       | UE Lleida              | 1:0      | 1:3       |
| FC Utebo          | 04:12     | FC Extremadura         | 3:6      | 1:6       |
| FC Cartagena      | (a)3:3(a) | Hércules Alicante      | 2:0      | 1:3       |
| CD Numancia       | 2:4       | Rayo Vallecano         | 0:2      | 2:2       |
| SD Noja           | 1:3       | CD Mensajero           | 1:1      | 0:2       |
| FC Palencia       | 2:4       | SD Eibar               | 0:2      | 2:2       |
| CD San Fernando   | 1:2       | CP Mérida              | 1:0      | 0:2       |
| Real Jaén         | (a)1:1(a) | Yeclano CF             | 0:0      | 1:1       |
| SD Beasain        | (a)2:2(a) | CD Castellón           | 0:0      | 2:2       |
| UD San Sebastián  | 4:2       | CE Sabadell            | 1:0      | 3:2       |
| Sestao SC         | 3:0       | UDA Gramenet           | 1:0      | 2:0       |

## Dritte Hauptrunde
Die Hinspiele wurden am 3., 4. und 5. Januar, die Rückspiele am 10., 11. und 12. Januar 1995 ausgetragen.
|                        | Gesamt          |                    | Hinspiel | Rückspiel |
| ---------------------- | --------------- | ------------------ | -------- | --------- |
| FC Andorra             | (a)1:1(a)       | Rayo Vallecano     | 1:1      | 0:0       |
| CD Badajoz             | 3:0             | CD Logroñés        | 1:0      | 2:0       |
| SD Beasain             | (a)3:3(a)       | Albacete Balompié  | 3:2      | 0:1       |
| FC Cartagena           | 1:5             | UE Lleida          | 1:0      | 0:5       |
| CD Corralejo           | 2:7             | FC Valencia        | 2:2      | 0:5       |
| Cultural Leonesa       | 3:6             | FC Sevilla         | 2:4      | 1:2       |
| SD Eibar               | 2:4             | Sporting Gijón     | 0:1      | 2:3       |
| FC Extremadura         | 1:5             | Real Valladolid    | 0:3      | 1:2       |
| Gimnàstic de Tarragona | 1:6             | Betis Sevilla      | 1:3      | 0:3       |
| Real Jaén              | 1:4             | FC Villarreal      | 0:3      | 1:1       |
| UD Las Palmas          | 0:0 (4:3 i. E.) | CD Teneriffa       | 0:0      | 0:0       |
| CD Lugo                | 2:6             | Celta Vigo         | 2:1      | 0:5       |
| CD Mensajero           | 1:3             | Atlético Madrid    | 0:0      | 1:3       |
| CP Mérida              | 3:5             | Real Sociedad      | 1:2      | 2:3       |
| Real Murcia            | 1:2             | CD Toledo          | 0:1      | 1:1       |
| FC Ontinyent           | 5:9             | RCD Mallorca       | 2:2      | 3:7       |
| Real Oviedo            | 1:3             | SD Compostela      | 1:2      | 0:1       |
| FC Palamós             | 6:4             | Espanyol Barcelona | 1:1      | 5:3       |
| UD Salamanca           | 5:1             | CA Osasuna         | 3:1      | 2:0       |
| UD San Sebastián       | 1:3             | Racing Santander   | 0:1      | 1:2       |
| Sestao SC              | 1:0             | FC Getafe          | 0:0      | 1:0       |

## Vierte Hauptrunde
Die Hinspiele wurden am 25. und 26. Januar, die Rückspiele am 1. und 2. Februar 1995 ausgetragen.
|                | Gesamt    |                   | Hinspiel | Rückspiel |
| -------------- | --------- | ----------------- | -------- | --------- |
| UD Las Palmas  | 0:2       | Atlético Madrid   | 0:0      | 0:2       |
| CD Leganés     | 1:3       | CD Badajoz        | 0:2      | 1:1       |
| UE Lleida      | 3:1       | SD Compostela     | 2:0      | 1:1       |
| RCD Mallorca   | 2:1       | Celta Vigo        | 2:1      | 0:0       |
| FC Palamós     | 2:1       | FC Villarreal     | 2:1      | 0:0       |
| Rayo Vallecano | (a)2:2(a) | Racing Santander  | 0:1      | 2:1       |
| Real Sociedad  | 1:4       | Betis Sevilla     | 0:1      | 1:3       |
| UD Salamanca   | 2:4       | FC Valencia       | 2:1      | 0:3       |
| Sestao SC      | 1:3       | Albacete Balompié | 1:2      | 0:1       |
| FC Sevilla     | 3:4       | Sporting Gijón    | 2:1      | 1:3       |
| CD Toledo      | 3:2       | Real Valladolid   | 3:0      | 0:2       |

## Achtelfinale
Die Hinspiele wurden am 7., 8. und 9. Februar, die Rückspiele am 14., 15. und 16. Februar 1995 ausgetragen.
|                   | Gesamt |                     | Hinspiel | Rückspiel |
| ----------------- | ------ | ------------------- | -------- | --------- |
| Albacete Balompié | 3:2    | Real Saragossa      | 2:1      | 1:1       |
| Athletic Bilbao   | 4:1    | Betis Sevilla       | 4:0      | 0:1       |
| FC Barcelona      | 4:5    | Atlético Madrid     | 1:4      | 3:1       |
| UE Lleida         | 1:7    | Deportivo La Coruña | 0:3      | 1:4       |
| FC Palamós        | 1:2    | Rayo Vallecano      | 0:1      | 1:1       |
| Real Madrid       | 2:4    | FC Valencia         | 1:2      | 1:2       |
| Sporting Gijón    | 4:1    | CD Badajoz          | 1:1      | 3:0       |
| CD Toledo         | 1:3    | RCD Mallorca        | 1:1      | 0:2       |

## Viertelfinale
Die Hinspiele wurden am 7., 8. und 9. März, die Rückspiele am 21., 22. und 23. März 1995 ausgetragen.
|                     | Gesamt |                   | Hinspiel | Rückspiel |
| ------------------- | ------ | ----------------- | -------- | --------- |
| Atlético Madrid     | 1:2    | Albacete Balompié | 1:1      | 0:1       |
| Deportivo La Coruña | 3:0    | Athletic Bilbao   | 3:0      | 0:0       |
| RCD Mallorca        | 1:4    | FC Valencia       | 1:0      | 0:4       |
| Sporting Gijón      | 2:1    | Rayo Vallecano    | 1:1      | 1:0       |

## Halbfinale
Die Hinspiele wurden am 30. und 31. Mai, die Rückspiele am 13. und 14. Juni 1995 ausgetragen.
|                | Gesamt |                     | Hinspiel | Rückspiel |
| -------------- | ------ | ------------------- | -------- | --------- |
| Sporting Gijón | 1:2    | Deportivo La Coruña | 0:2      | 1:0       |
| FC Valencia    | 3:2    | Albacete Balompié   | 1:1      | 2:1       |

## Finale
Das Finale war für den 24. Juni 1995 angesetzt, musste jedoch nach 79 Minuten wegen starken Regenfalls abgebrochen werden. Am 27. Juni wurde das Spiel schließlich fortgesetzt. Nur zwei Minuten nach Wiederanpfiff schoss Alfredo Santaelena das Siegtor für Deportivo La Coruña.
| Deportivo La Coruña                                         | Deportivo La Coruña | FC Valencia | FC Valencia |
| ----------------------------------------------------------- | --- | --- | ----------- |
| Deportivo La Coruña                                         | \| 24. und 27. Juni 1995 in Madrid (Estadio Santiago Bernabéu) \| \| Ergebnis: 2:1 (1:0) \| \| Zuschauer: 95.000 \| \| Schiedsrichter: José María García-Aranda \|                                                              | \| 24. und 27. Juni 1995 in Madrid (Estadio Santiago Bernabéu) \| \| Ergebnis: 2:1 (1:0) \| \| Zuschauer: 95.000 \| \| Schiedsrichter: José María García-Aranda \|                                                                      | FC Valencia |
| Deportivo La Coruña                                         | Francisco Liaño – Luis María López Rekarte, Voro, Miroslav Đukić, José Luis Ribera – Nando, Adolfo Aldana (50. Alfredo Santaelena), Donato, Fran – Javier Manjarín (90. Claudio Barragán), Bebeto Cheftrainer: Arsenio Iglesias | Andoni Zubizarreta – Gaizka Mendieta, Fernando Giner, Francisco José Camarasa, Juan Carlos (81. José Gálvez Estévez) – Antonio Poyatos, Mazinho, Fernando , Roberto – Predrag Mijatović, Ljuboslaw Penew Cheftrainer: José Manuel Rielo | FC Valencia |
| Deportivo La Coruña                                         | 1:0 Javier Manjarín (35.) 2:1 Alfredo Santaelena (81.) | 1:1 Predrag Mijatović (70.) | FC Valencia |
| Deportivo La Coruña                                         | Bebeto (84.), Javier Manjarín (85.) | Juan Carlos (33.), Gaizka Mendieta (56.) | FC Valencia |
| Deportivo La Coruña                                         | Gaizka Mendieta (90.) | | FC Valencia |
| 24. und 27. Juni 1995 in Madrid (Estadio Santiago Bernabéu) | | |             |
| Ergebnis: 2:1 (1:0)                                         | | |             |
| Zuschauer: 95.000                                           | | |             |
| Schiedsrichter: José María García-Aranda                    | | |             |